# Pintinho (futebolista)
Valmir da Silva Medeiros, mais conhecido como Pintinho (Nova Iguaçu, 10 de julho de 1976), é um ex-futebolista brasileiro que atuava como meia-atacante.

## Carreira
Atuou nos seguintes clubes: Ceará, Valencia (Venezuela), Nacional, Moto Club, Castanhal, Votoraty, Maranguape, Santa Quitéria e Volta Redonda.
Pintinho disputou o Campeonato Mundial de Futebol Sub-17 de 1991 pela Seleção Brasileira, quando o Brasil foi desclassificado nas quartas de final pela, posteriormente campeã, Seleção Ganesa de Futebol.

## Títulos
Ceará
- Campeonato Cearense: 1996

Nacional
- Torneio Início ACLEA: 1999

## Artilharia
- Campeonato Cearense: 1996 - (22 gols)[4]